# 4294967295-Eck
Das regelmäßige 4294967295-Eck (4-Milliarden-294-Millionen-967-Tausend-295-Eck) ist das regelmäßige Polygon mit der – soweit bekannt – größten ungeraden Eckenanzahl, welches sich theoretisch mit Zirkel und Lineal konstruieren lässt.

## Die Arbeiten von Gauß und Wantzel
Seit der Antike war bekannt, dass sich gleichseitige Dreiecke, Vierecke und Fünfecke mit Lineal und Zirkel, ohne Zuhilfenahme anderer Hilfsmittel, konstruieren lassen. Im Jahr 1796 bewies der damals 19-jährige Carl Friedrich Gauß, dass dies auch für das reguläre Siebzehneck möglich ist. Einige Jahre später führte er in seinen Disquisitiones Arithmeticae den allgemeineren Beweis, dass sich ein regelmäßiges Polygon genau dann konstruieren lässt, wenn seine Eckenanzahl als Produkt einer Zweierpotenz mit paarweise voneinander verschiedenen Fermatschen Primzahlen, also Primzahlen der Form {\displaystyle 2^{2^{n}}+1}, darstellbar ist. Diesen Beweis vervollständigte 1837 der französische Mathematiker Pierre Wantzel.
Zurzeit sind nur die Fermatschen Primzahlen {\displaystyle \{3,5,17,257,65537\}} bekannt. Diese 5-elementige Menge hat genau {\displaystyle 2^{5}-1=31} nichtleere Teilmengen, somit lassen sich mit Zirkel und Lineal genau 31 regelmäßige Polygone mit ungerader Eckenanzahl konstruieren. Das größte Produkt aus paarweise voneinander verschiedenen Zahlen dieser Menge ist {\displaystyle 3\cdot 5\cdot 17\cdot 257\cdot 65537=4294967295=2^{32}-1}, die größtmögliche Eckenanzahl ist also 4294967295. Ob sich noch weitere regelmäßige Polygone mit ungerader Eckenzahl konstruieren lassen, ist unbekannt und hängt von der Frage ab, ob es noch andere als die fünf bekannten Fermatschen Primzahlen gibt – ein bisher ungelöstes mathematisches Problem.
Für regelmäßige Polygone mit gerader Eckenanzahl lässt sich keine maximale Eckenanzahl für die Konstruierbarkeit angeben, weil gemäß der Formel von Gauß für jedes konstruierbare Polygon mit {\displaystyle n} Ecken auch das Polygon mit {\displaystyle 2\cdot n} Ecken konstruierbar ist. Das bedeutet, dass es unendlich viele konstruierbare regelmäßige Polygone mit gerader Eckenanzahl gibt.

## Mathematische Zusammenhänge
Die Ergebnisse zu Seitenlänge, Inkreisradius und Flächeninhalt beziehen sich auf einen Umkreisradius als Längeneinheit {\displaystyle 1[\mathrm {LE} ]=R=1} (Einheitskreis).
Entsprechend gilt für die Flächeneinheit {\displaystyle 1[\mathrm {FE} ]=R^{2}=1}

### Innenwinkel
Der Innenwinkel {\displaystyle \alpha } wird von zwei benachbarten Seiten der Länge {\displaystyle a} eingeschlossen, {\displaystyle n}  ist die Anzahl der Seiten bzw. Ecken.
{\displaystyle \alpha ={\frac {n-2}{n}}\cdot 180^{\circ }={\frac {4294967293}{4294967295}}\cdot 180^{\circ }=\left(179{\frac {286331129}{286331153}}\right)^{\circ }=179{,}999999916180968\ldots ^{\circ }}

### Zentriwinkel
Der Zentriwinkel oder Mittelpunktswinkel {\displaystyle \mu } wird von zwei benachbarten Umkreisradien der Länge {\displaystyle R} eingeschlossen.
{\displaystyle \mu ={\frac {360^{\circ }}{n}}={\frac {360^{\circ }}{4294967295}}=\left({\frac {24}{286331153}}\right)^{\circ }=0{,}0000000838190317349087055\ldots ^{\circ }=8{,}38190317349087055\ldots \cdot 10^{-8}\mathrm {^{\circ }} }

### Seitenlänge
Die Seitenlänge {\displaystyle a} ist der Abstand zweier benachbarter Eckpunkte.
{\displaystyle a=R\cdot 2\cdot \sin \left({\frac {180^{\circ }}{n}}\right)=1\cdot 2\cdot \sin \left({\frac {180^{\circ }}{4294967295}}\right)=0{,}0000000014629180796077718390\ldots \;[\mathrm {R} ]=1{,}4629180796077718390\ldots \cdot 10^{-9}\;[\mathrm {R} ]}
Beispiel: Bei einem Umkreisradius {\displaystyle R=1000\;\mathrm {km} } hat die Seitenlänge {\displaystyle a} den Wert {\displaystyle 1{,}46\;\mathrm {mm} }.

### Umfang
Der Umfang weicht von dem des Umkreises um {\displaystyle 5{,}6028454255198359922307980967513\cdot 10^{-19}\;[\mathrm {LE} ]} ab.

### Inkreisradius
Der Inkreisradius {\displaystyle r} ist die Höhe eines gleichschenkligen Teildreiecks mit dem Umkreisradius {\displaystyle R} als Länge der Schenkel gleich und der der Seitenlänge {\displaystyle a} als Grundlinie:
{\displaystyle r=R\cdot \cos \left({\frac {\mu }{2}}\right)=1\cdot \cos \left({\frac {180^{\circ }}{4294967295}}\right)=(1-2{,}6751616345541138300375831986184\cdot 10^{-19})\;[\mathrm {LE} ]}

### Flächeninhalt
Der Flächeninhalt eines Dreiecks berechnet sich allgemein zu {\displaystyle A_{\Delta }={\tfrac {1}{2}}a\cdot h_{a}}. Für die Berechnung des 4294967295-Ecks gilt
{\displaystyle A=R^{2}\cdot {\frac {n}{2}}\cdot \sin \left({\frac {360^{\circ }}{n}}\right)}
{\displaystyle A=R^{2}\cdot {\frac {4294967295}{2}}\cdot \sin \left({\frac {360^{\circ }}{4294967295}}\right)}
{\displaystyle A=R^{2}\cdot 3{,}1415926535897932373420742981754}
{\displaystyle A=3{,}1415926535897932373420742981754[\mathrm {FE} ]}
Der Flächeninhalt weicht von der Fläche des Umkreises nur um den Faktor
{\displaystyle 3{,}5668821794054759258295065324085\cdot 10^{-19}}
ab. Beim Einheits-Umkreis sind das
{\displaystyle \Delta A=A-\pi =-0{,}00000000000000000112\ldots \;[\mathrm {FE} ]=-1{,}12\ldots \cdot 10^{-18}\;[\mathrm {FE} ].}
Bei einem Umkreisradius von 1000 km ist die Abweichung also nur 1,12 mm².

## Veranschaulichungen
Würde man ein derartiges Polygon in der Mondumlaufbahn (Bahnlänge ≈ 2.400.000 km) platzieren, dann gäbe es ungefähr alle 56 cm eine Ecke.
Würde man eines um den Erdäquator (Länge ≈ 40.000 km) herum platzieren, dann wäre ungefähr alle 9,3 mm eine Ecke zu finden.